# Aqua, el riu vermell
Aqua, el riu vermell és una pel·lícula catalana del 2002 dirigida per Manuel Almiñana. L'any 2008 va estar nominada al premi Gaudí als millors efectes especials.

## Argument
Un pescador, una prostituta, els veïns del delta, un treballador de les colònies industrials, una família gitana, els miners de Fígols, un pagès, els habitants d'un poble submergit, un pintor que busca un paisatge: Són els protagonistes de les històries que descobrim al llarg del recorregut pel riu Llobregat, el principal riu de Barcelona i un dels més explotats d'Europa. Històries que canvien i que s'entrecreuen com ho fa el curs del riu. Històries que parlen de la lluita, dels somnis, de les tradicions, dels records, dels sentiments: “Cada història busca un desig, com el riu desitja al mar.”

## Repartiment
- Asunción Balaguer: Cecília
- Amanda Bassa: Periodista
- Marta Coma
- Albert Comellas
- Josep Maria Domènech: Agustí
- Marcel Dou: Fotògraf
- Eduard Jornet: Vicenç
- Esther Juez
- Alba Pavón: Cristina
- Antonio Ruiz: Pintor